# 송도 워터프론트
송도국제도시를 ㅁ자로 둘러싸인 워터프론트 조성사업이다.
북측 수로부터 반시계방향으로 작성한 것이다.

## 1-2단계
2009 ~ 

### 북측 수로
송도국제도시와 연수구 동춘동, 남동구 사이의 경계선, 송도동 14, 1, 146에 있다.
현재 개장된 곳이며, 달빛공원, 새아침공원, 해찬솔공원이 위치한 곳이며, 아트센터교(송도3교), 컨벤시아교(송도1교), 송도국제교(송도2교), 바이오산업교(송도4교), 신항만교(송도5교)가 이곳에 있다.
북측 수로는 아트센터교 왼쪽, 신항만교 왼쪽 총 2개의 수문이 있다. 

### 워터프론트 아암호수
송도국제도시와 연수구 동춘동 사이의 경계선, 송도동 25, 25-1, 25-2, 331에 있다.
현재 개장된 곳이며, 아암1교(송도6교)가 이곳에 있다.
아암호수는 송도국제도시의 서북쪽에 위치한 수문(서해대로 94번길의 북쪽), 아트선터교 왼쪽 총 2개의 수문이 있다.

### 북측 연결 수로
송도국제도시와 중구사이의 경계선, 송도국제도시의 북서쪽에 있다.
현재 개장된 곳이며, 아암2교, 아암3교가 이곳에 있다.

## 1-1단계
2012 ~ 

### 송도워터프론트호수
송도동 400에 있다.
2027년에 완공할 예정이다. 

### 남측 연결 수로
송도동 396-54, 396-58, 399-16에 있다.
현재 일부 개장된 곳이며, 2023년 8월에 완공한 2개의 다리(미개)와 송도31호공원이 있다.

## 2단계
2021 ~ 

### 남측 수로
송도 남쪽에 있으며, 서쪽 방향의 2개의 다리가 공사할 예정이며, 동쪽 방향의 2개의 다리는 송도바이오대로와 인천신항대로가 이곳을 지나간다. 
현재 공사중이다.

## 11공구
2018 ~ 
별도로 추진중이다.

### 11공구 수로
아직 토지가 매립되지 않고, 현재 공사중이다.